# Acalypha radians
Acalypha radians är en törelväxtart som beskrevs av John Torrey. Acalypha radians ingår i släktet akalyfor, och familjen törelväxter. Inga underarter finns listade i Catalogue of Life.